# كأس النرويج 1929
كأس النرويج 1929 (بالنرويجية: Norgesmesterskapet i fotball for menn 1929)‏ هو الموسم 28 من كأس النرويج. أشرف على تنظيمه اتحاد النرويج لكرة القدم، وكان عدد الأندية المشاركة فيه 128، وفاز فيه Sarpsborg FK ‏.